# Haleyville
Haleyville – miasto w Stanach Zjednoczonych, w stanie Alabama, w hrabstwie Winston. W roku 2023 miasto zamieszkiwało 4301 osób, a gęstość zaludnienia wynosiła 224 osoby/km².